# Dmitrijev (by)
Dmitrijev (russisk: Дми́триев), også kendt som Dmitrijev-Lgovskij (russisk: Дми́триев-Льго́вский), er en by i den sydvestlige del af den europæiske del af Rusland. 
Dmitrijev ligger ved floden Svapa ca. 160 kilometer nord for byen Kursk. Byen fik bystatus i 1779 og har et indbyggertal på 6.082 (2024) indbyggere. Den ligger i Dmitrijev rajon i Kursk oblast.